# Palau de Quisisana
El Palau Reial de Quisisana (en italià, Reggia di Quisisana) és una residència històrica situada a la zona muntanyosa de Castellammare di Stabia, a la frazione de Quisisana, d'on també pren el seu nom. Datant del període anterior al 1200, ha tingut diverses funcions al llarg dels anys, des de palau reial fins a col·legi, fins a transformar-se en hotel. Després d'un període d'abandonament total que el va reduir ruïnes, l'any 2009 es van acabar les obres de restauració que van permetre retornar-lo al seu antic esplendor. Des de 2020 és la seu del Museu Arqueològic de Stabia Libero D'Orsi.

## Història
Els orígens del palau de Quisisana són incerts. Sens dubte, la construcció es remunta a abans del 1280 tant pel que es desprèn d'alguns documents escrits per Carles I d'Anjou com pel que testimonia el Decameró de Giovanni Boccaccio, que al sisè relat del desè dia diu així:
| «                                                  | (italià) Un cavalier, chiamato messer Neri degli Uberti, con tutta la sua famiglia e con molti denari uscendone, non si volle altrove che sotto le braccia del re Carlo riducere; e per essere in solitario luogo e quivi finire in riposo la vita sua, a Castello a mare di Stabia se n'andò; e ivi forse una balestrata rimosso dall'altre abitazioni della terra, tra ulivi e nocciuoli e castagni, de'quali la contrada è abondevole, comperò una possessione, sopra la quale un bel casamento e agiato fece, e allato a quello un dilettevole giardino, nel mezzo del quale, a nostro modo, avendo d'acqua viva copia, fece un bel vivaio e chiaro, e quello di molto pesce riempiè leggiermente. | (català) Un cavaller, anomenat Messer Neri degli Uberti, amb tota la seva família i amb molts diners sortir-ne, no volia res més que sota els braços del rei Carles reduir-se; i per estar en un lloc solitari i allí per acabar la seva vida en repòs, va anar a Castello a mare di Stabia; i allà potser a un tir de ballesta allunyada de les altres vivendes de la terra, entre oliveres i avellaners i castanyers, dels quals són abundants al terme, va comprar una possessió, damunt de la qual va fer un bonic i còmode edifici, i al costat d'això un deliciós jardí, enmig del qual, a la nostra manera, tenint acopi d'aigua viva, va fer un viver agradable i clar, el qual de molts peixos va omplir una mica. | » |
| — Giovanni Boccaccio, Decameró, novel·la VI, dia X | | |   |

referint-se precisament a la construcció de Quisisana. Va afavorir l'elecció del lloc de la construcció del palau el fet que fos un lloc saludable pel clima i que alhora oferís una de les millors vistes del golf de Nàpols; segons alguns per, aquesta sèrie de motius la zona s'anomenava Domus de Loco Sano (Casa del lloc sa), més tard transformat en Quisisana, mentre d'altres argumenten que el nom deriva d'una frase pronunciada per Carles II d'Anjou, «Qui si sana» (Aquí es cura), després d'haver estat curat d'una greu malaltia a l'habitatge estabià.
Les primeres dades certes sobre l'evolució de la vida a l'interior del palau es remunten a l'època dels Anjou. De fet, primer sota Carles i després amb Robert d'Anjou aquest es va ampliar considerablement amb la creació d'un edifici centrat en dos cossos ortogonals, el primer encarat a la mar i l'altre a la calçada; tenia tres plantes, una per a criats, una per al descans i una altra per a activitats de representació. Al cap d'uns anys es va convertir en una de les destinacions preferides durant l'estiu dels governants, adquirint cada cop més fama com a lloc de salut i curació, de manera que l'any 1401 arran d'una epidèmia de pesta, Lasdilau de Durazzo s'hi refugià juntament amb la seva família i va romandre immune a qualsevol contagi. La mateixa situació es va produir el 1420 sota el regnat de Joana II.
Després de la dominació dels Anjou, a partir del 1483 i, per tant, sota els aragonesos i els virreis, el palau va passar a ser propietat de diversos notables, sense patir cap modificació particular, fins al 1541, quan Castellammare di Stabia es va convertir en feu dels Farnese, que també es van apropiar de l'edifici, però per l'abandonament total i la manca d'ús per part de la família Farnese, va caure en mal estat.

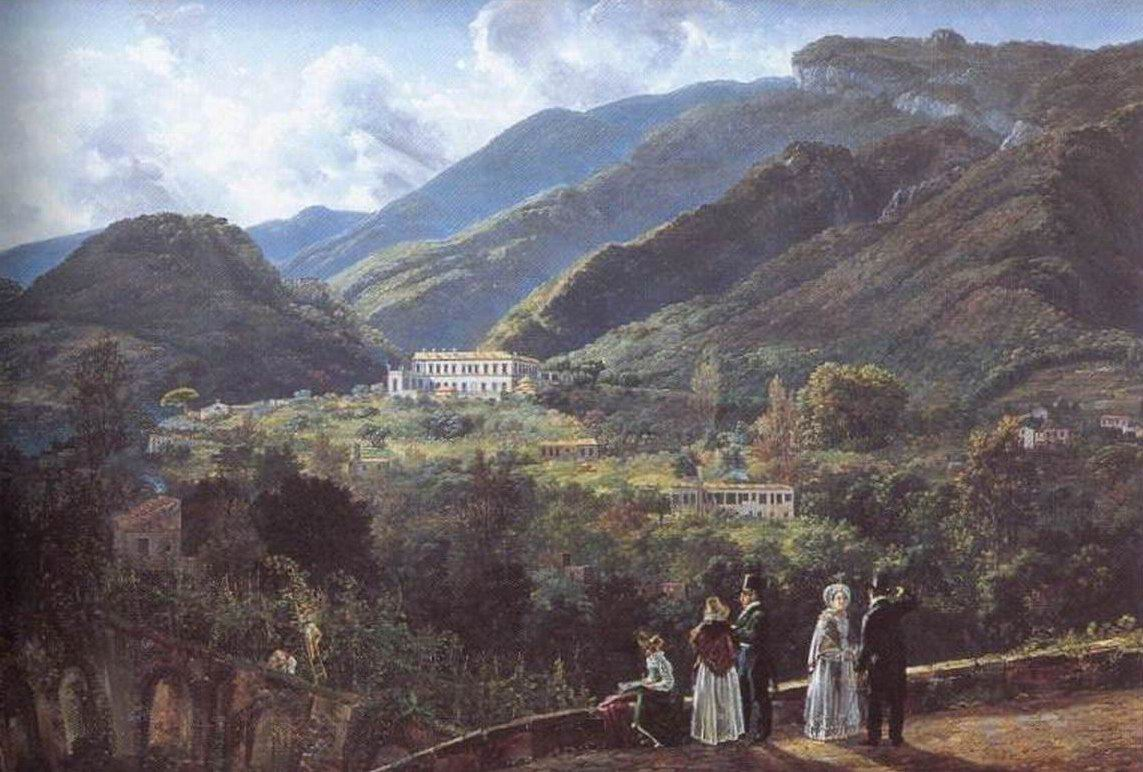
La Real Casina di Quisisana, pintura de 1810 de Johan Christian Dahl

Fins a l'ascens al tron dels Borbons i precisament l'any 1734, no es té gaire informació sobre el palau, fins que Carles III va portar com a dot les propietats de la seva mare, entre elles el Casino di Quisisana, com s'anomenava el palau, considerat com el lloc reial més antic del regne. Però no va ser fins a l'any 1758, sota el regnat de Ferran IV, que es van iniciar una sèrie d'obres de restauració i ampliació; tots els edificis es van unir en una única gran estructura que va prendre la forma d'una «L», mentre que amb Ferran II se li va donar un estil típicament anglosaxó i es va crear una gran terrassa des d'on es diu que el rei es delectava amb la caça de guatlles. Les obres van durar des del 1758 fins al 1790, però només durant un parell d'anys van impedir el seu ús per part de la família reial. Aquesta va ser la màxima època d'esplendor del palau que va assolir els 49.000 metres quadrats d'estructura habitable, en dos nivells, amb unes cent habitacions, dues terrasses i una capella.
Després de l'ordenació del palau, també es va passar al del jardí (que va adoptar un aspecte típicament italià), del bosc (on es van construir quatre fonts, anomenades Fontane del Re, seients de marbre, estàtues i mirador), i als voltants del palau es van crear una casa colonial, una església, una granja, una torre, una fàbrica de cera, diversos estables i allotjament per al personal.
Va ser precisament per la presència del palau que Castellammare di Stabia es va convertir en una parada obligada del Grand Tour, i dins el rei sovint organitzava festes obertes també als ciutadans. Després de la fi de la dinàstica borbònica, el palau va ser saquejat per bandolers de tot el seu mobiliari.
Després de la unificació d'Itàlia, el palau va passar als Savoia fins que el 31 de maig de 1877 va passar a ser propietat de l'Estat. Un any més tard es va vendre al municipi de Castellammare di Stabia, que al seu torn el va cedir a la gestió privada. L'any 1898, sota força pressió de l'alcalde, es va obrir a l'interior un hotel anomenat Margherita, potser en honor a la reina d'Itàlia, però al 1902 va ser abandonat. Entre 1909 i 1910, l'estructura va acollir el Collegio dell'Annunziata a Nàpols, mentre que després de l'esclat de la Primera Guerra Mundial va ser utilitzat com a hospital militar, i el 1920 va acollir el col·legi militar de Roma.
L'any 1923, a instàncies de l'alcalde Francesco Monti, es va tornar a inaugurar un hotel, aquest cop amb el nom de Royal Hotel Quisisiana. L'any 1928, a més d'allotjament, també va ser utilitzat per l'Istituto Superiore Agrario. El 1931, el Royal Hotel va ser inclòs a la Guia d'Itàlia del Touring Club com a hotel de primer nivell amb 200 habitacions i uns 140 llits.
Durant la Segona Guerra Mundial, el palau va tornar a ser utilitzat com a hospital militar. Un cop acabada la guerra, va tornar a ser un hotel fins a mitjans de la dècada del 1960, quan va quedar definitivament tancat. Així va ser com el palau reial de Quisisana va quedar totalment abandonat, reduint-se així a un estat de ruïna. A més, amb el terratrèmol d'Irpínia de 1980 es van produir diversos esfondraments tant en l'estructura de suport com en els pisos i les escales.
Després de diverses iniciatives, el maig de 2002 es van iniciar els treballs de restauració que van finalitzar l'any 2009, dos anys més tard que el programa original. L'any 2020 es va inaugurar a les seves instal·lacions el Museu Arqueològic d'Estàbia Libero D'Orsi, que acull les troballes de les excavacions arqueològiques d'Estàbia i els seus voltants.

## Estructura
L'estructura actual del palau, feta de mur de càrrega, està dividida en tres edificis units formant una «L»: 
- El primer és de dues plantes i és el que dona accés al palau caracteritzat per una planta baixa amb una gran porta d'entrada que dona a una avinguda arbrada, i una primera planta superior on s'ubicava la zona noble que donava al parc amb una gran terrassa.
- El segon cos de l'edifici s'ubica ortogonalment al cos d'entrada i consta de dues plantes a les quals cal afegir-hi unes golfes i caracteritzades per finestres decorades amb elements clàssics.
- L'últim cos, en canvi, es degrada cap al turó acompanyat d'un pòrtic.

Tot el mobiliari interior i els elements decoratius s'han perdut en gran part pel desgast del temps i les infiltracions d'aigua. On va ser possible, es va intentar restaurar alguns capitells corintis i caps de lleó.
Durant les obres de restauració es van utilitzar els mateixos materials que es van utilitzar per a la construcció del palau. Per tant, es va evitar l'ús de morters de ciment, es van substituir en part els paviments de fusta per altres sempre del mateix material però amb una capacitat de càrrega més gran. Fins i tot els accessoris interns i externs estan fets amb marcs de fusta modelats.

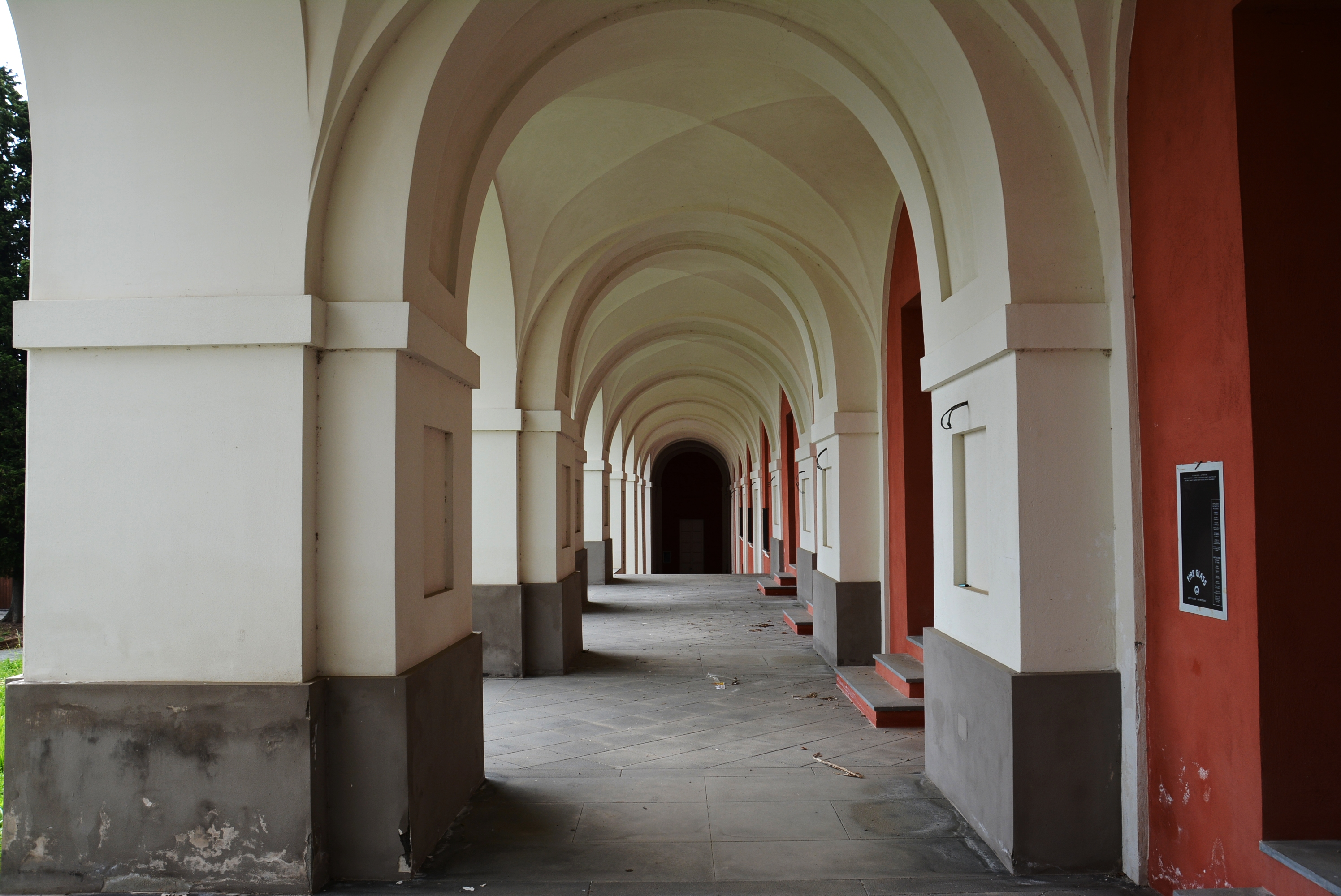
El porticat
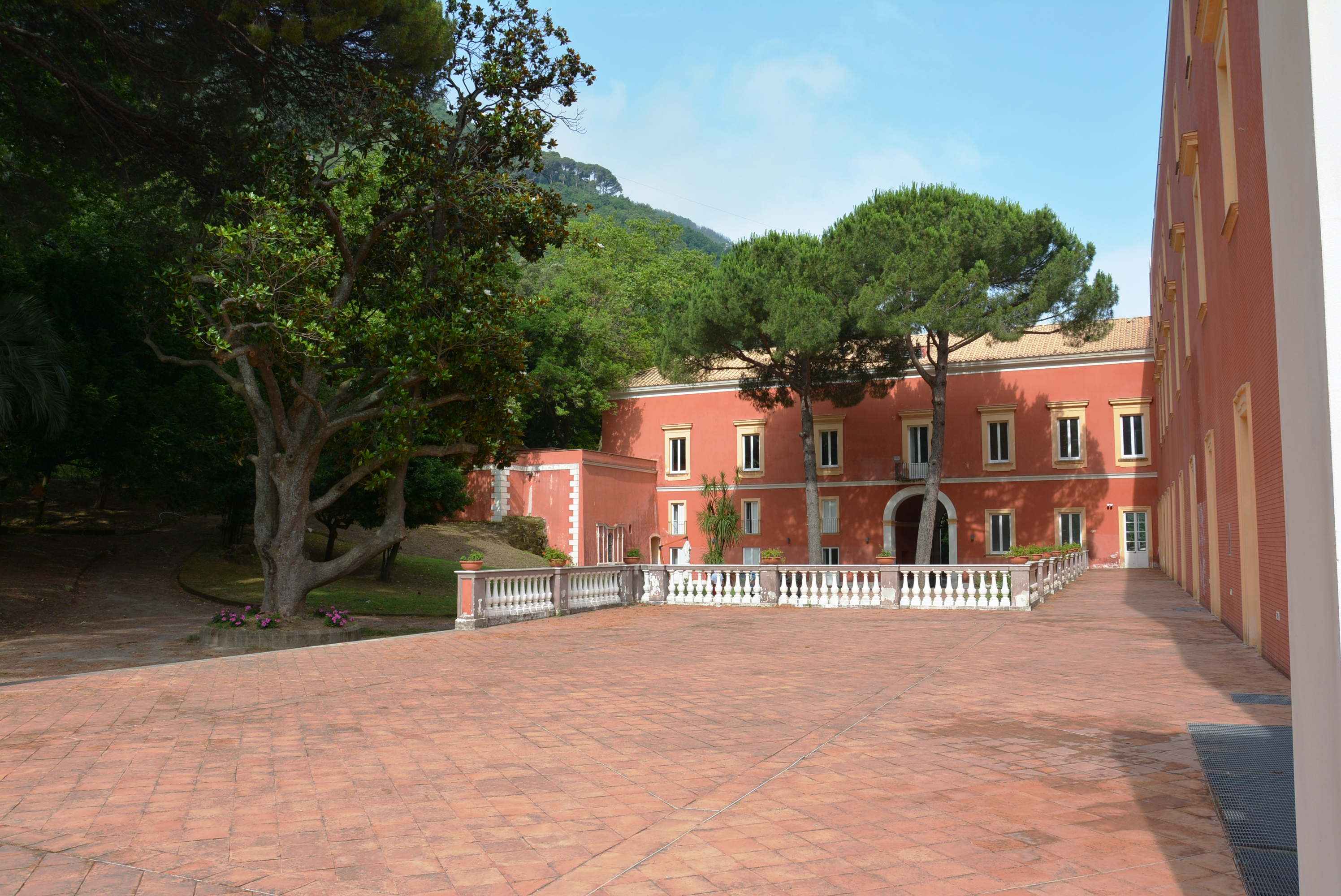
La terrassa

El palau està envoltat d'un jardí italià d'uns 20.000 metres quadrats. Hi ha diferents espècies d'arbres, com el pi blanc, el teix, l'alzina, l'avet, el buxus, el cedre del Líban, l'asfòdel, el galzeran, l'arbocer, i el plàtan; mentre que com a flors hi ha el ciclamen, la ginesta d'escombres i l'arç blanc. Durant la restauració també es va pensar en l'ordenació del jardí amb la creació de camins en terra batuda i pavimentats amb lloses.
Al voltant del conjunt del palau hi ha un parc que s'estén per gran part del vessant estabià del mont Faito.

## El parc
El parc del palau Quisisana s'estén des de la zona que va des del riu San Pietro fins al riu Monache (en l'eix est-oest) i des del mont Faito fins a la carretera nacional Sorrentina (SS 145) (en l'eix nord-sud). La seva construcció es remunta al segle xiii i s'utilitzava principalment per a l'activitat cinegètica dels governants de la Casa d'Anjou. No va ser fins a l'any 1759, amb Ferran IV, quan el parc va viure la seva màxima esplendor. De fet, es van construir impressionants obres de maçoneria que l'envoltaven en tot el seu perímetre, es va regularitzar el cabal de l'aigua (amb la construcció d'un sistema format per fonts, ja no funcionals però ben visibles), i s'obrien de vegades una sèrie de camins amb l'objectiu de gaudir de l'esplendorosa panoràmica del golf.

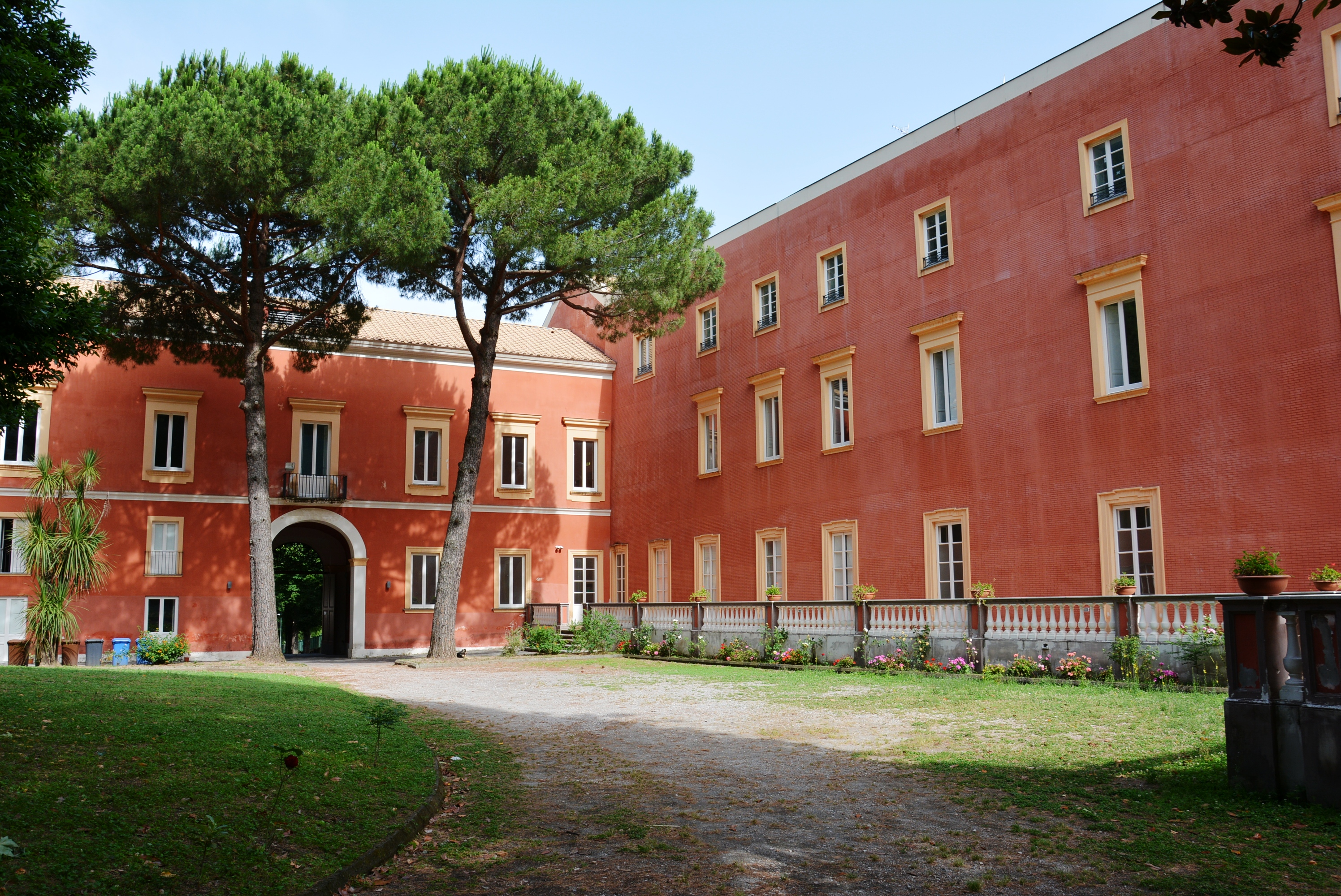
El pati interior
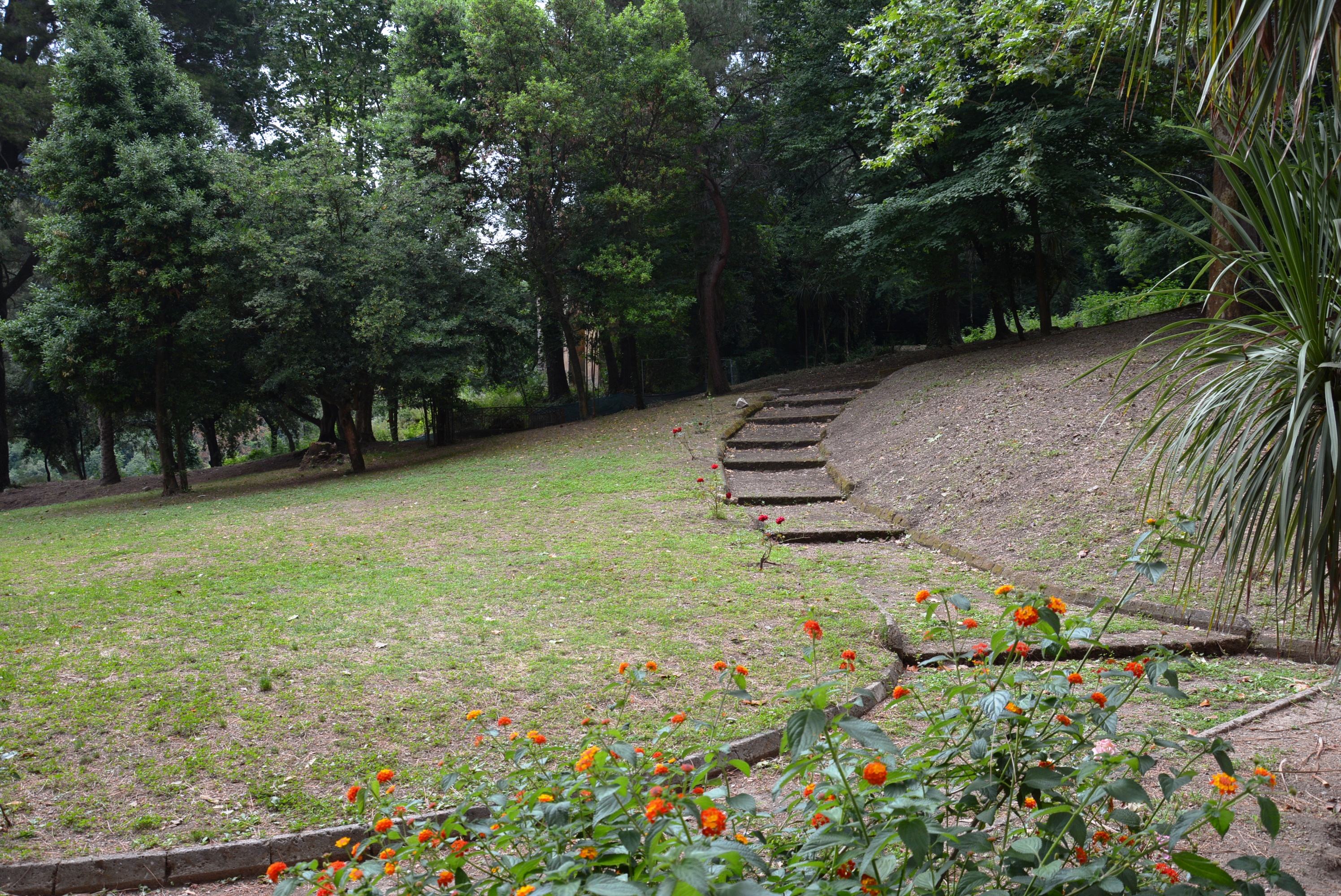
El parc

Entre els segles xviii i xix el parc fou encara més ampliat i embellit. Es va construir una torre i després escales, bancs de marbre i avingudes; tots els contorns dels parterres es van acabar en pedra de tuf i es va crear un sistema de cinc fonts, que serpentejava per l'avinguda principal que estava vorejada per dues fileres de plàtans i castanyers bords. El conjunt de fonts pren el nom de Fontane del Re; tres tenen forma de tina, una de pedra de lava finament decorada, encastada en un terraplè i una de marbre blanc, més petita que les altres i que falten els dos pedestals de marbre. Aquestes fonts es troben en un estat d'abandonament total.

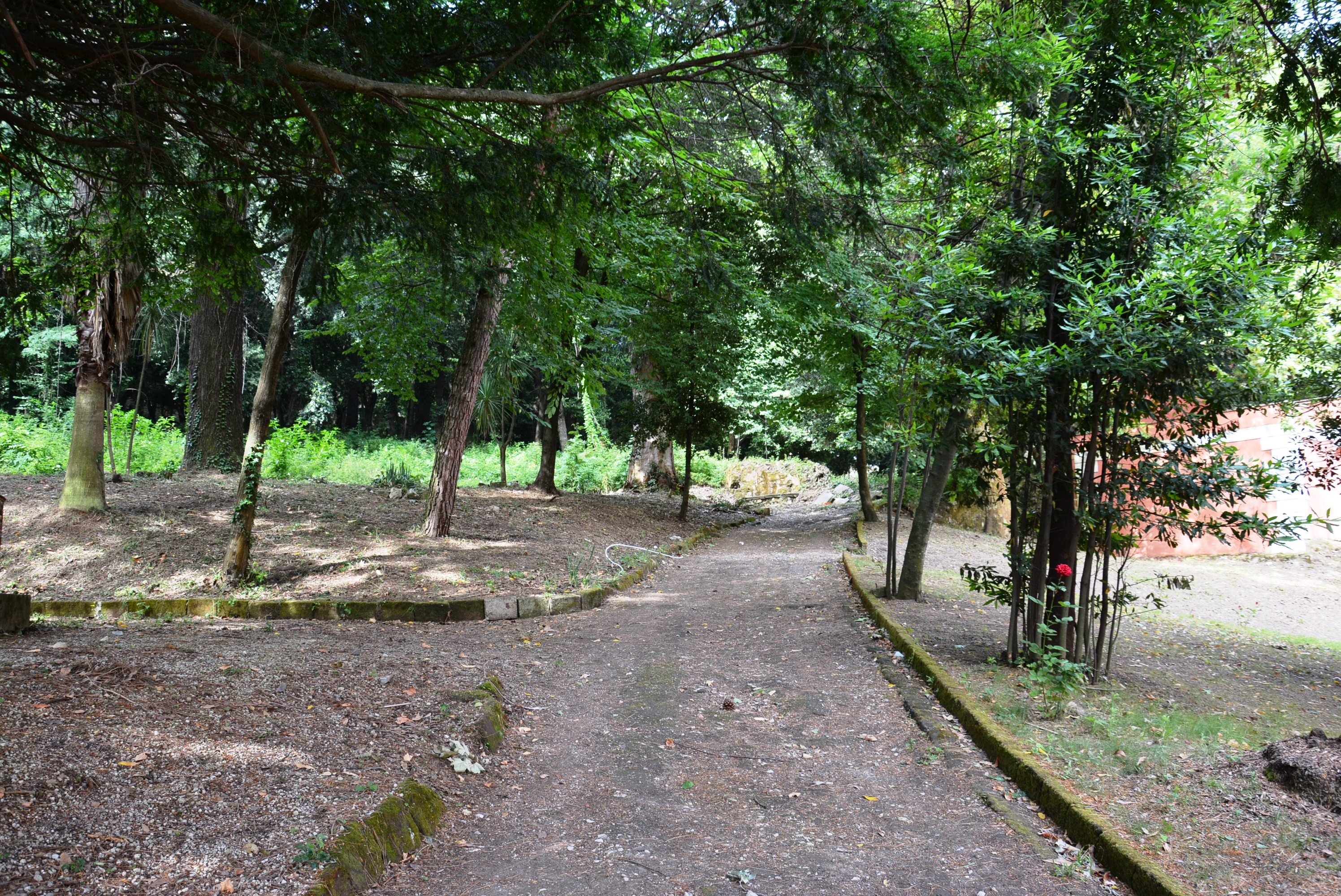
Camins del parc
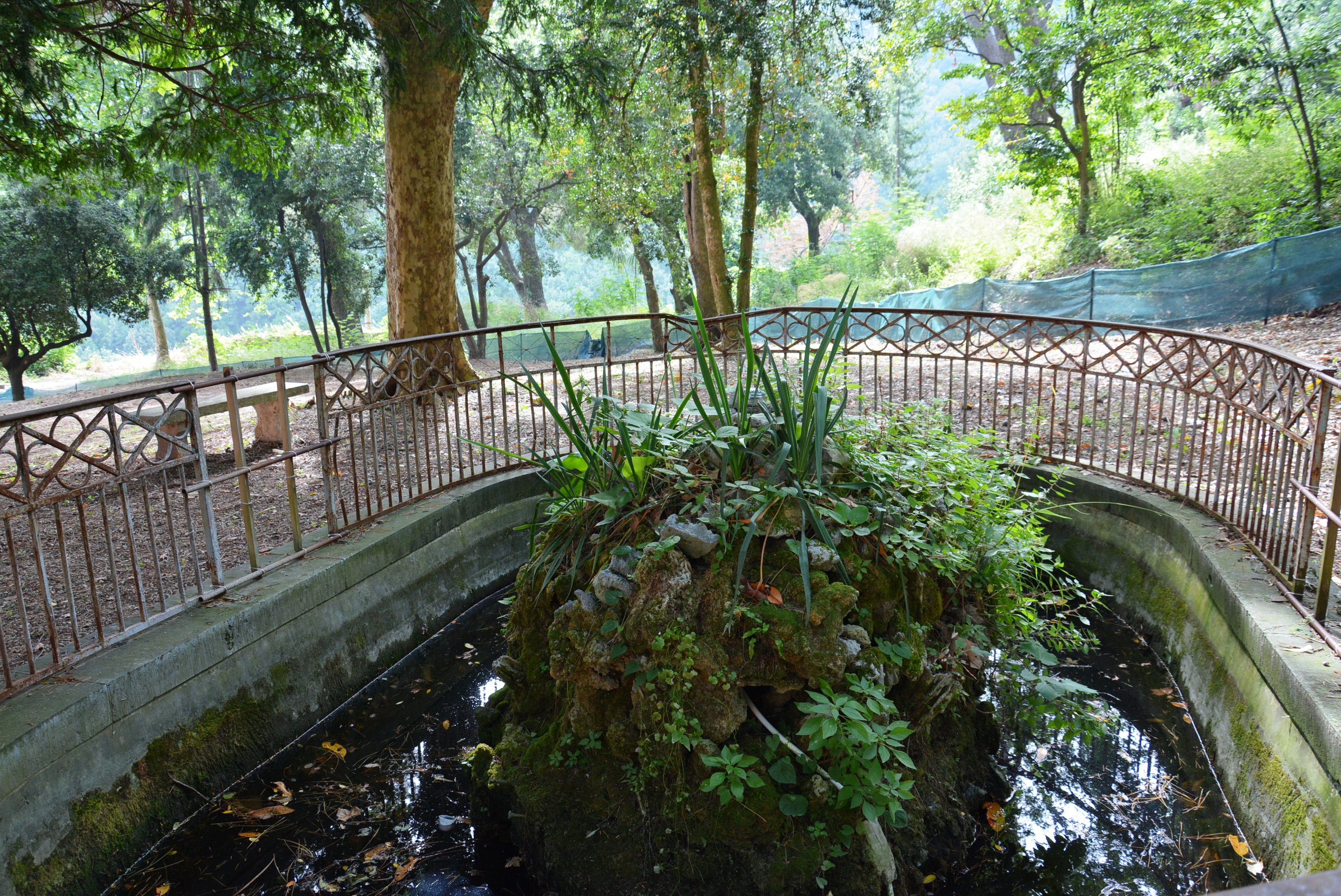
Una font del parc

La flora present a l'interior del parc està formada per alguns arbres monumentals entre els quals hi ha un pi blanc amb una circumferència de 4,95 metres, però també el nesprer del Japó, palmeres de Canàries, eucaliptus, pinastres, xiprers italians, camèlies i magnòlies. A la zona on es trobava la finca hi ha horts, mentre que a la zona del bosc hi ha castanyers, carpís, oms i alzines.